# Bergbuch

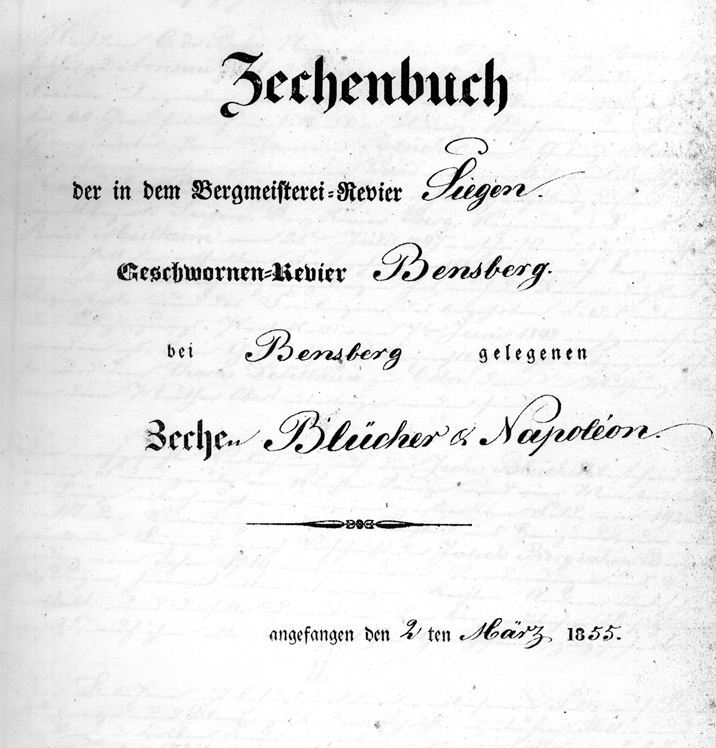
Zechenbuch der Grube Blücher & Napoleon im Bensberger Erzrevier von 1855

Das Bergbuch, auch Bergamtsbuch oder Zechenbuch genannt, ist ein Buch, das beim Bergamt geführt wird und in das alle Rechtsgeschäfte des Bergamts eingetragen wurden. In das Buch werden alle Urkunden eingetragen, die das Bergamt verliehen hat. Außerdem sind im Bergbuch alle von den Bergämtern geführten Nachweise über die Abgaben, Besitz-, Betriebs- und Vermögensverhältnisse der in dem jeweiligen Bergrevier vorhandenen Bergwerke aufgeführt.

## Geschichte
Die ersten Bergbücher sind im Freiberger Bergrecht erwähnt. Aber auch in der Kuttenberger Bergordnung wurde bereits die Führung eines Bergbuches gefordert. In der Joachimsthaler Bergordnung von 1548 wurde ein gesonderter Artikel zum Bergbuch eingefügt, in dem genau geregelt wurde, wie und von wem das Bergbuch zu führen war. In späteren Bergordnungen wurden die einzelnen Bergbücher namentlich benannt. So wurden in der Braunschweiger Bergordnung von 1593 sechs verschiedene Bergbücher und in der Cleve-Märkischen Bergordnung sieben verschiedene Bergbücher aufgeführt.

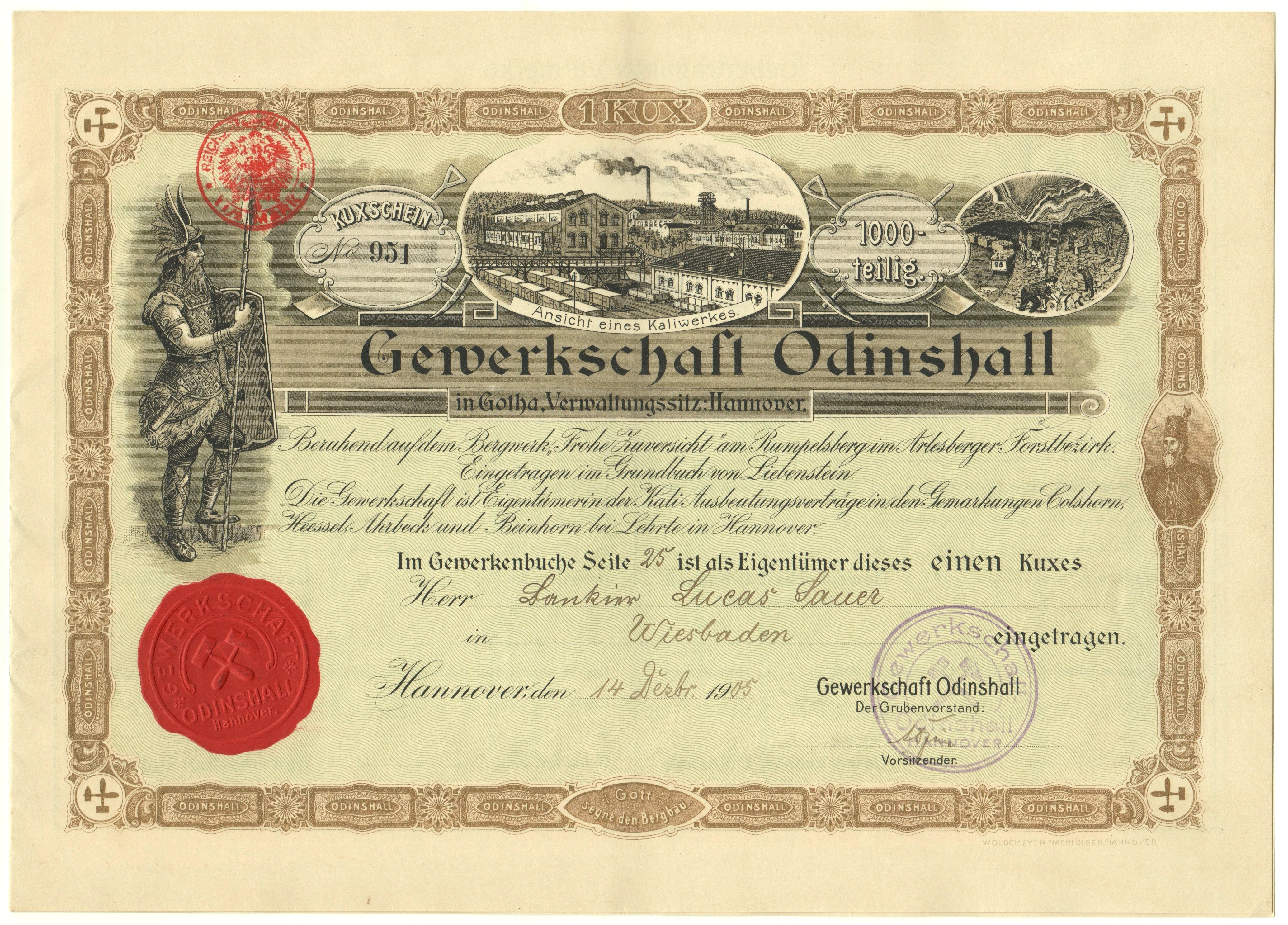
Auf diesem Kuxschein der Gewerkschaft Odinshall vom 14. Dezember 1905 wird darauf hingewiesen, dass im Gewerkenbuch auf Seite 25 der Eigentümer dieses Kuxes eingetragen wurde.

In den neueren Bergordnungen wurde die Anzahl der Bücher reduziert. Das preußische Berggesetz vom 24. Juni 1865 sah nur noch drei Bergbücher vor, nämlich das Berghypothekenbuch, das Gewerkenbuch und das Zechenbuch. Die Berggesetze für Braunschweig vom 15. April 1867 fordern das Führen der gleichen Bücher. In Österreich wurde gemäß dem Berggesetz vom 23. Mai 1854 nur noch ein Bergbuch von den Berggerichten geführt und für die Bergämter sogenannte Vormerkbücher gefordert. Im Großherzogtum Sachsen-Weimar-Eisenach waren gemäß dem dortigen Berggesetz ein Bergbuch und ein Berghypothekenbuch gefordert. Die Führung der beiden Bücher war dem zuständigen Bergamt übertragen. Im Berggesetz von Anhalt-Dessau vom 20. Juli 1856 werden Grund- und Hypothekenbuch und Zechenbücher sowie Register für die Verleihungsgesuche gefordert. Die Bücher wurden vom Bergrichter geführt.
Die Bergordnung für Lippe-Detmold vom 30. September 1857 schrieb den Bergbehörden das Führen von Verzeichnissen für die jeweiligen Eintragungen vor. Es gab ein Schürfregister, ein Mutungsregister sowie ein Verleih- und Bestätigungsbuch. Über den Erwerb von Bergwerkseigentum wurden jeweils ein Berg-, ein Gegen- und ein Hypothekenbuch durch einen zum Bergrichter qualifizierten Bergbeamten geführt. Im Berggesetz für das Bergrevier Schwarzburg-Sondershausen vom 25. Februar 1860 wurde nur ein Bergbuch, das Grund- und Hypothekenbuch, gefordert. Dieses Buch wurde durch den zuständigen Landrat geführt. Mit einer Ausführungsverordnung zum Gesetz vom 7. Juni 1860 wurde zusätzlich ein Schürfbuch eingeführt. Im Berggesetz für das Königreich Sachsen wurden das Gewerkenbuch, das Grund- und Hypothekenbuch, das Schürfbuch und ein Mutungsregister gefordert. Das Berggesetz des Herzogtums Gotha vom 16. August 1868 sah nur noch die Führung des Bergbuches und des Grund- und Hypothekenbuches vor. Im heutigen Bergbau gibt es als einziges Bergbuch nur noch das Zechenbuch.

## Die Bücher
Das Bergbuch hatte in den Bergbauregionen einen hohen Stellenwert, da alles, was dort vermerkt war, einen bindenden Charakter hatte. Bei Streitigkeiten waren Eintragungen im Bergbuch einklagbar. Auch wenn bei kleineren Bergbaurevieren ein Bergbuch für mehrere Jahre gereicht hätte, war es vorgeschrieben, dass pro Jahr immer ein neues Bergbuch verwendet wurde. Das alte Buch musste am Jahresende abgeschlossen und in einem verschlossenen Kasten oder einer verschlossenen Lade aufbewahrt werden, damit bei Bedarf ein Einblick in die alten Vorgänge möglich war. Von den Schlössern hatten der Bergrichter und der Bergschreiber je einen Schlüssel. Allerdings wurden nicht alle Bücher vom Bergrichter verwaltet. Das Gegenbuch wurde vom Gegenschreiber und das Rezessbuch vom Rezessschreiber verwaltet. In der Cleve-Märkischen Bergordnung sind als Bergbücher ein Schürfbuch, ein Muth-, Verleih- und Fristenbuch, ein Nachlassungs- und Fristenbuch, ein Vertragebuch, ein Rezessbuch, ein Gegenbuch und ein Handlungsbuch genannt.

### Schürfbuch
In das Schürfbuch wurden alle bergamtlichen Schürfkonzessionen eingetragen. Die Angaben mussten genau enthalten, für welchen Ort und für welches Gebirge die jeweilige Schürfkonzession erteilt worden war.

### Muth-, Verleih- und Fristenbuch
In das Muth-, Verleih- und Fristenbuch wurden alle Lehnschaften eingetragen, es wurde deshalb in einigen Bergbauregionen auch Lehnbuch genannt. Die einzelnen Verleihungen wurden präzise eingetragen. Es wurde eingetragen, welcher Stollen oder welche Fundgrube oder welche Längenfelder zu welchem Zeitpunkt gemutet, vermessen und verliehen worden waren. Diese Angaben glichen dabei den Angaben im Lehenbrief. Dieses Buch wurde auch oftmals nur als Bergbuch bezeichnet.

### Nachlassungs- und Fristenbuch
In das Nachlassungs- und Fristenbuch wurden alle die Zechen eingetragen, die aufgrund widriger Umstände wie Unwetter, Wassereinbruch oder aus anderen Gründen in Fristen betrieben wurden und keinen Abbau treiben konnten. Voraussetzung war, dass auf diesen Zechen Wartungsarbeiten oder sonstige bergmännische Arbeiten wie z. B. das Auffahren von Stollen oder anderer Hilfsbaue betrieben wurden und dass im Anschluss an diese Arbeiten das Bergwerk wieder betrieben werden konnte. Die Eintragung war erforderlich, damit nicht ein anderer Muter eine Freifahrung beim Bergamt beantragen konnte und somit das Berggericht zusätzlich belasten würde.
Außerdem wurden in das Nachlassungs- und Fristenbuch alle Abgaben an den Zehntner und das Wassergeld eingetragen. Zusätzlich noch der sogenannte Vierte Pfennig, der als Lohn für die Arbeit des Bergmeisters und der Berggeschworenen von den Zechen abgeführt werden musste.

### Vertragebuch
In das Vertragebuch wurden alle vor dem Berggericht verhandelten Streitigkeiten eingetragen. Auch wurde der Ausgang der Gerichtsverhandlung eingetragen und ob sich die Parteien gütlich geeinigt hatten, oder ob es zu einem Urteilsspruch gekommen war.

### Rezessbuch
In das Rezessbuch wurden alle Quartalsabrechnungen, alle Gewinne und auch sämtliche Berg- und Hüttenkosten der jeweiligen Bergwerke eingetragen. Es wurden die Förderzahlen eingetragen und welches Mineral gefördert worden war. Auch die quartalsmäßig zu zahlenden und gezahlten Zubußen wurden im Rezessbuch vermerkt. Fernerhin auch die Anzahl der Kuxe, die die einzelnen Gewerke pro Bergwerk besaßen.

### Gegenbuch
Im Gegenbuch wurden alle Anteilseigner der Zechen mit Vor- und Zunamen eingetragen. Auf Antrag eines Anteilseigners wurde auch die Anzahl seiner Kuxe eingetragen. Außerdem, ob er sie verkauft hatte und zu welchem Preis dieses geschehen war, oder ob er sie verschenkt oder verpfändet hatte. Wurden einem Anteilseigner Kuxe abgenommen oder zugeschrieben, wurde dieses auf Antrag ebenfalls ins Rezessbuch eingetragen.

### Handlungsbuch
Im Handlungsbuch (auch Bergprotokoll genannt) wurden alle Beanstandungen der Bergbeamten an den Bergwerken oder Schmelzhütten protokolliert. Auch wurden durch den Bergbeamten Ratschläge zur Abstellung der Mängel eingetragen. Das zuständige Ministerium erhielt eine Abschrift des Handlungsbuches.